# Postfix
Em computação, Postfix é um agente de transferência de e-mails (MTA) livre e de código aberto que encaminha e entrega e-mails, e tem como objetivo ser uma alternativa segura ao Sendmail, muito utilizado em servidores UNIX.
O Postfix foi originalmente escrito em 1997 por Wietse Venema no Centro de Pesquisa IBM Thomas J. Watson e teve a sua primeira versão lançada em 1998. O software também conhecido como VMailer e IBM Secure Mailer, continua a ser ativamente desenvolvido pelo seu criador e outros contribuidores e é o agente de transferência de e-mails padrão de inúmeros sistemas operativos como o OS X, o Ubuntu, e o NetBSD.

## Funcionalidades nativas
- Suporte a Ipv6
- Suporte a MIME
- Autenticação SASL
- Canal seguro utilizando TLS
- Suporte a diversos banco de dados
  - MySQL
  - PostgreSQL
  - LDAP
  - Entre outros
- Verificação a listas RBL
- Extenso suporte a filtros
  - Suporte a expressões regulares
  - Verificação de cabeçalho
  - Verificação no corpo da mensagem
- Suporte a Greylisting e SPF através de plugins.